# Rebecca Hall
Rebecca Hall (n. 3 mai 1982, Londra, Anglia, Regatul Unit) este o actriță engleză-americană. În 2003, Hall a câștigat Premiul Ian Charleson. În 2006 ea a debutat în cinematografie, apărând în două filme importante Starter for 10 și Prestigiul. În decembrie 2008 a fost nominalizată la Premiile Globul de Aur la secțiunea "Cea mai bună actriță într-un muzical sau comedie, pentru rolul Vicky în filmul Vicky Cristina Barcelona.

## Filmografie

### Film
| An   | Titlu                                  | Rol                        | Note |
| ---- | -------------------------------------- | -------------------------- | --- |
| 2006 | Starter for 10                         | Rebecca Epstein            | |
| 2006 | The Prestige                           | Sarah Borden               | Nominalizare – Empire Award for Best Female Newcomer Nominalizare – London Film Critics Circle Award for British Newcomer of the Year |
| 2008 | Vicky Cristina Barcelona               | Vicky                      | Gotham Award for Best Ensemble Cast Nominalizare – Golden Globe Award for Best Actress - Motion Picture Musical or Comedy Nominalizare – Gotham Award for Breakthrough Performance Nominalizare – London Film Critics Circle Award for British Actress of the Year |
| 2008 | Frost/Nixon                            | Caroline Cushing           | Nominalizare – Screen Actors Guild Award for Outstanding Performance by a Cast in a Motion Picture |
| 2008 | Official Selection                     | Emily Dickinson            | Short film |
| 2009 | Dorian Gray                            | Emily Wotton               | |
| 2010 | Please Give                            | Rebecca                    | Robert Altman Award San Diego Film Critics Society Awards for Body of Work Nominalizare – Evening Standard British Film Award for Best Actress Nominalizare – Gotham Award for Best Ensemble Cast                                                                  |
| 2010 | The Town                               | Claire Keesey              | National Board of Review Award for Best Acting by an Ensemble Nominalizare – Broadcast Film Critics Association Award for Best Acting Ensemble Nominalizare – Washington D.C. Area Film Critics Association Award for Best Acting Ensemble                         |
| 2010 | A Bag of Hammers                       | Mel                        | |
| 2010 | Everything Must Go                     | Samantha                   | |
| 2011 | The Awakening                          | Florence Cathcart          | Nominalizare – British Independent Film Award for Best Actress |
| 2012 | Lay the Favorite                       | Beth Raymer                | |
| 2013 | Iron Man 3                             | Maya Hansen                | |
| 2013 | Closed Circuit                         | Claudia Simmons-Howe       | |
| 2013 | A Promise                              | Charlotte Hoffmeister      | |
| 2014 | Transcendence                          | Evelyn Caster              | |
| 2015 | Tumbledown                             | Hannah                     | |
| 2015 | The Gift                               | Robyn                      | |
| 2016 | Christine                              | Christine Chubbuck         | |
| 2016 | The BFG                                | Mary                       | |
| 2017 | The Dinner                             | Katelyn Lohman             | |
| 2017 | Permission                             | Anna                       | și producător |
| 2017 | Professor Marston and the Wonder Women | Elizabeth Holloway Marston | |
| 2018 | Mirai                                  | Mother (voce)              | dublaj video |
| 2018 | Teen Spirit                            |                            | |
| 2018 | Holmes & Watson                        | Dr. Grace Hart             | |
| 2019 | A Rainy Day in New York                |                            | Post-producție |
| 2020 | Godzilla vs. Kong                      |                            | Filmări |

### Televiziune
| An   | Titlu                                    | Rol                | Note |
| ---- | ---------------------------------------- | ------------------ | --- |
| 1992 | The Camomile Lawn                        | Young Sophie       | |
| 1993 | The World of Peter Rabbit and Friends    | Lucie              | |
| 1993 | Don't Leave Me This Way                  | Lizzie Neil        | |
| 2006 | Wide Sargasso Sea                        | Antoinette Cosway  | |
| 2007 | Rubberheart                              | Maggie             | |
| 2007 | Joe's Palace                             | Tina               | |
| 2008 | Einstein and Eddington                   | Winifred Eddington | |
| 2009 | Red Riding: In the Year of Our Lord 1974 | Paula Garland      | |
| 2012 | Parade's End                             | Sylvia Tietjens    | Nominalizare – Satellite Award for Best Actress – Miniseries or Television Film Nominalizare – Critics' Choice Television Award for Best Actress in a Movie/Miniseries |
| 2015 | Codes of Conduct                         | Rebecca Rotmensen  | Pilot |
| 2016 | Horace and Pete                          | Rachel             | Episodul #1.1 |

| An   | Titlu           | Rol      | Note              |
| ---- | --------------- | -------- | ----------------- |
| 2012 | "A Case of You" | Rolul ei | James Blake video |